# Jean Antoine de Vera et Figueroa
Jean Antoine de Vera et Figueroa, premier comte de la Roca, (es. Juan Antonio de Vera y Figueroa Ávila y Zúñiga, Conde de la Roca), (25 avril 1583 - 20 novembre 1658) est un diplomate, historien et écrivain espagnol.

## Biographie

Le parfait ambassadeur, édition française de l'oeuvre de Jean Antoine de Vera (1709).

Il contribue à la codification du métier d'ambassadeur avec la publication de son ouvrage le parfait ambassadeur (El Embaxador) en 1620, traduit en français en 1635.
En 1630, il est ambassadeur extraordinaire en Savoie durant 2 ans, durant les négociations du traité de paix de Cherasco.
Entre 1632 et 1642, il est ambassadeur à Venise avec la mission difficile de garantir la neutralité de la région dans la guerre de Trente Ans qui fait rage en Europe. Il utilise alors la littérature, via une intense communication épistolaire, pour mettre en avant son ambassade et la monarchie espagnole. Pour sa propre sécurité, il utilise plusieurs fois des pseudonymes, comme Vox Populi ou Zambeccari lorsqu'il dénonce la faiblesse du pape face à l'hérésie et sa complicité avec la France.

## Publications
- Centón epistolario